# Fidel Pagés
Fidel Pagés Miravé (Huesca, 26 de enero de 1886 - Quintanapalla, 21 de septiembre de 1923) fue un médico militar español, inventor en 1921 de la anestesia epidural.
Practicó una gran variedad de técnicas traumatológicas y quirúrgicas tanto para heridas de guerra como para intervenciones civiles, contribuyó decisivamente a la modernización de la cirugía en España y participó activamente en la reorganización del sistema militar de salud español en los años veinte. 
A causa de su temprana muerte accidental, su trabajo pionero en la anestesia epidural (o anestesia metamérica, tal como él la denominaba) fue desconocido durante muchos años fuera del mundo hispano.

## Primeros años y educación
Fidel Pagés nació y se crio en la ciudad de Huesca en una familia de clase media-alta. Sus padres eran Juan Pagés Marqué y Concepción Miravé Sesé. Su padre murió cuando Fidel tenía 7 años y su madre volvió a contraer matrimonio, un evento que tuvo un gran efecto sobre la personalidad del niño.
Realizó los estudios secundarios en Huesca y estudió la carrera de Medicina en la Universidad de Zaragoza, donde recibió su título en Medicina y Cirugía con honores summa cum laude el 17 de junio de 1908. Durante esos años además de saber hablar ya francés, aprendió el idioma alemán algo que tendría importancia más adelante en su carrera, cuando tuvo la oportunidad de intercambiar experiencias con cirujanos de origen alemán.

## Carrera profesional

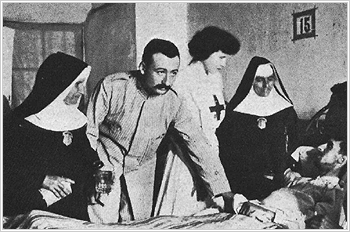
Fidel Pagés durante las visitas a una persona lesionada a un hospital en Melilla (1909).

El 30 de septiembre de 1908 ingresó en el cuerpo médico del ejército como oficial y, tras pasar por la Academia de Sanidad Militar en Madrid y tras un año en el Hospital Militar de Carabanchel, fue destinado a Melilla en julio de 1909. La segunda guerra del Rif estaba en su punto álgido en aquel momento: el ejército español había sufrido una serie de derrotas dramáticas, entre ellas el desastre del Barranco del Lobo y los servicios médicos de Melilla estaban sobrepasados y Pagés formaba parte de los refuerzos médicos que habían sido enviados para establecer varios hospitales militares de emergencia en la ciudad.
Permaneció en Melilla durante dos años, primero como ayudante de cirujano durante los seis meses de la campaña y después mejorando el equipamiento de ambulancias de montaña y formando a los reclutas del cuerpo médico en el Hospital Militar con el rango de segundo oficial médico. Su estancia en Melilla le sirvió para adquirir una experiencia fundamental en cirugía de emergencia y en ella recibió una cruz militar de primera clase.
Regresó a la península después de ser ascendido en 1911 a primer oficial médico. Sirvió en Tarragona, Toledo y Madrid. Publicó su primer artículo en 1912, "La lucha en campaña contra de las enfermedades infecciosas", analizando las técnicas que los médicos japoneses habían desarrollado durante la Guerra Ruso-Japonesa y que él había puesto en práctica en Melilla.Durante su estancia en Madrid, obtuvo el doctorado en la Universidad Central de Madrid en 1913. Ese mismo año, se casó con Berta Concepción Bergenmann y Quirós, una mujer española de ascendencia hispano-alemana.
Posteriormente fue trasladado a Mahón, Ciudad Real, Alicante, y regresó de nuevo a Madrid en 1915 para trabajar en el Ministerio de la Guerra. Ese mismo año, obtuvo el número uno para la oposición a un puesto en el Hospital Provincial de Madrid. El prestigio de Pagés creció durante su estancia en Madrid y llegó a atender en diversas ocasiones a la Reina María Cristina, con quien llegó a establecer una amistad personal.
En 1916, durante la Primera Guerra Mundial, gracias a su conocimiento del idioma alemán y su experiencia en heridas de guerra, fue comisionado para inspeccionar los campos de prisioneros del Austria-Hungría, recibiendo la orden el 24 de febrero y saliendo desde Madrid el 11 de abril hacia su destino. Durante varios meses, practicó un gran número de operaciones en el Hospital no. 2 de Viena. Pagés estaba probablemente familiarizado con la literatura médica alemana y francesa en experiencias anteriores con anestesia en el espacio epidural y en Viena tuvo contacto con cirujanos alemanes que habían experimentado con esas técnicas, aunque debido posiblemente a las malas condiciones de salubridad, enfermó y tuvo que ser repatriado a España pero tras su recuperación recibió el permiso de llevar la Medalla de Segunda Clase de cruz roja sobre el uniforme.
En 1919 se convirtió en editor fundador de la Revista Española de Cirugía, en donde publicaría en 1921 un artículo llamado Anestesia metamérica, al mismo tiempo que en la Revista de Sanidad Militar. En este artículo describía la anestesia epidural. En este artículo describía 43 operaciones llevadas a cabo utilizando la anestesia epidural.
Desde 1920 fue asignado al Hospital Militar de Urgencia de Madrid, aunque también estuvo destinado brevemente en Melilla en 1921 como consecuencia del desastre de Annual. En 1922 fue ascendido a Comandante Médico. El 21 de septiembre de 1923 murió en un accidente de tráfico mientras volvía a Madrid desde sus vacaciones en Cestona (Guipúzcoa), a la altura de Quintanapalla (Burgos), en la llamada cuesta de la Brújula.

## Reconocimiento

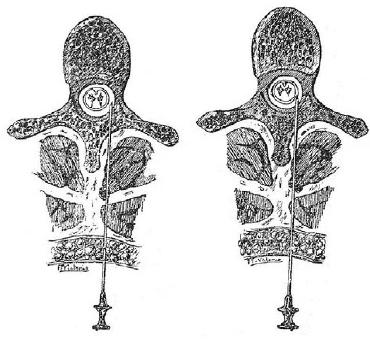
Dibujo del artículo original de Fidel Pagés en la técnica de anestesia epidural.

Su trabajo pronto fue olvidado, entre otras razones por no ser traducido, de modo que cuando en 1931 el cirujano italiano Dogliotti presentó la anestesia epidural, la cual había descubierto independientemente, recibió el crédito de su descubrimiento. Solamente con el paso del tiempo,  una revista científica argentina reivindicó la autoría del médico español, que fue entonces reconocida por Dogliotti.
Posteriormente, ya desde 1932 numerosos científicos recordaron que el verdadero descubridor de la anestesia epidural fue Fidel Pagés, suponiendo el reconocimiento final por toda la comunidad científica internacional. Fue en concreto el cirujano argentino Alberto Gutiérrez, Jefe del Servicio de Cirugía de Mujeres del Hospital Español de Buenos Aires, que había utilizado desde 1929 este tipo de anestesia, quien desveló el error en la Revista de Cirugía de Buenos Aires en 1932. Manifestaba allí que el descubridor de la anestesia epidural había sido el español Pagés. Tras esto la Academia de Cirugía de Madrid pasó denominar la técnica como Pagés-Dogliotti.
En memoria de Pagés, la Sociedad Española de Anestesiología, Reanimación y Terapéutica del Dolor (SEDAR) concede cada dos años el premio que lleva su nombre desde 1957.
Además, el Ministerio de Defensa español creó en junio de 2007 el Premio a la Investigación en Sanidad Militar Fidel Pagés Miravé.
El 22 de febrero de 2024 Correos emitió un sello, de 1,75 euros, en homenaje al descubridor de la anestesia epidural .
La Excma. Asamblea de la Ciudad de Melilla acuerda, el 7 de junio de 2024, la aprobación de expediente de cambio de denominación de la calle Ramal del Docker por la calle Comandante Médico Fidel Pagés.

### Premio Fidel Pagés Miravé
Trabajos publicados en la revista Sanidad Militar:
- Año 2008:  Arcarazo García LA, Lorén Trasobares MP. La asistencia sanitaria militar en Zaragoza desde el siglo XVIII: Los hospitales militares.

- Año 2009:Bardera Mora MP, Osca Segovia A. Estrés laboral, autoconcepto y salud en una muestra de militares españoles.

- Año 2010:Vega Pla JL. Cría caballar de las Fuerzas Armadas como observatorio epidemiológico de enfermedades equinas de declaración obligatoria.

## Publicaciones
| Título | Año  |
| --- | ---- |
| La lucha en campaña contra de las enfermedades infecciosas                                                                    | 1912 |
| Patogenia de las bradicardias                                                                                                 | 1913 |
| Tratamiento incruento de los tumores (traducción)                                                                             | 1913 |
| Tratamiento de las fracturas diafisarias de los huesos largos de las extremidades producidas por proyectiles de arma de fuego | 1914 |
| La teoría y práctica del injerto óseo                                                                                         | 1918 |
| Un caso de estrangulamiento retrógrado de epiplón                                                                             | 1919 |
| Contribución al estudio de la cirugía plástica de mejilla                                                                     | 1919 |
| La anestesia intratraqueal de Meltzer                                                                                         | 1919 |
| El aparato de Ombredanne | 1919 |
| La cánula de Trendelenburg | 1919 |
| La anestesia intrarectal de Víctor Horsley                                                                                    | 1919 |
| La anestesia intravenosa de hedonal                                                                                           | 1919 |
| La anestesia espinal completa de Le Filliatre                                                                                 | 1919 |
| Tratamiento de las fracturas de olécranon por el enclavamiento y la extensión continua                                        | 1919 |
| La utilización de las fascias en cirugía                                                                                      | 1921 |
| Anestesia Metamérica | 1921 |
| La gastroentrostomia con collar epiplóico y heridas abdominales de guerra                                                     | 1922 |
| Aspectos quirúrgicos del estreñimiento                                                                                        | 1923 |